# Gai Calpurni Cras Frugi Licinià
Gai Calpurni Cras Frugi Licinià (en llatí: Gaius Calpurnius Crassus Frugi Licinianus) va ser un senador romà que va viure als segles i i ii dC. Va ser cònsol sufecte l'any 87, i l'any 96 va ordir una conspiració contra l'emperador Nerva. Calpurni Cras provenia d'una família de molt de renom, els Licini Cras: era net de Marc Licini Cras Frugi, cònsol l'any 27, al seu torn descendent directe de Cras el Triumvir.
Els motius que tenia per conspirar contra Nerva eren que, mentre que ell provenia d'una gran família, l'emperador tenia uns orígens humils. Quan es van descobrir els seus plans, Nerva no el va castigar, i es va limitar a enviar-lo a Tarent amb la seva dona. Anys més tard, va ser executat per participar en una conspiració contra Trajà.